# 河南卷瓣兰
河南卷瓣兰（学名：Bulbophyllum henanense），为兰科石豆兰属下的一个植物种。